# Марина (Илтола)
Игуменья Марина (фин. Igumenia Marina, в миру Мария Илтола, фин. Maria Iltola; 2 декабря 1930, Карку, Сальмисский уезд, Виипури, Финляндия — 17 июня 2012, Йоэнсуу, Восточная Финляндия) — монахиня Финляндской архиепископии Константинопольского патриархата; игуменья, настоятельница Линтульского монастыря (1998—2012).

## Биография
Родилась 2 декабря 1930 года в местечке Карку близ Салми в Приладожье.
В 1950 году закончила женский лицей в Куопио, а в 1954 году педагогический институт в Ювяскюля после которого работала преподавательницей в Кухмо и Куопио. С 1964 по 1965 годы обучалась в США, а с 1977 по 1980 годы работала в Кении.
С 1968 по 1982 году работала в Церковном управлении, а в 1982 году поступила в сестричество Линтульского монастыря. В 1988 году была пострижена в монашество с именем Марина.
С 1998 года возведена в сан игуменьи и назначена настоятельницей Линтульского монастыря, став первой финской настоятельницей этого монастыря.

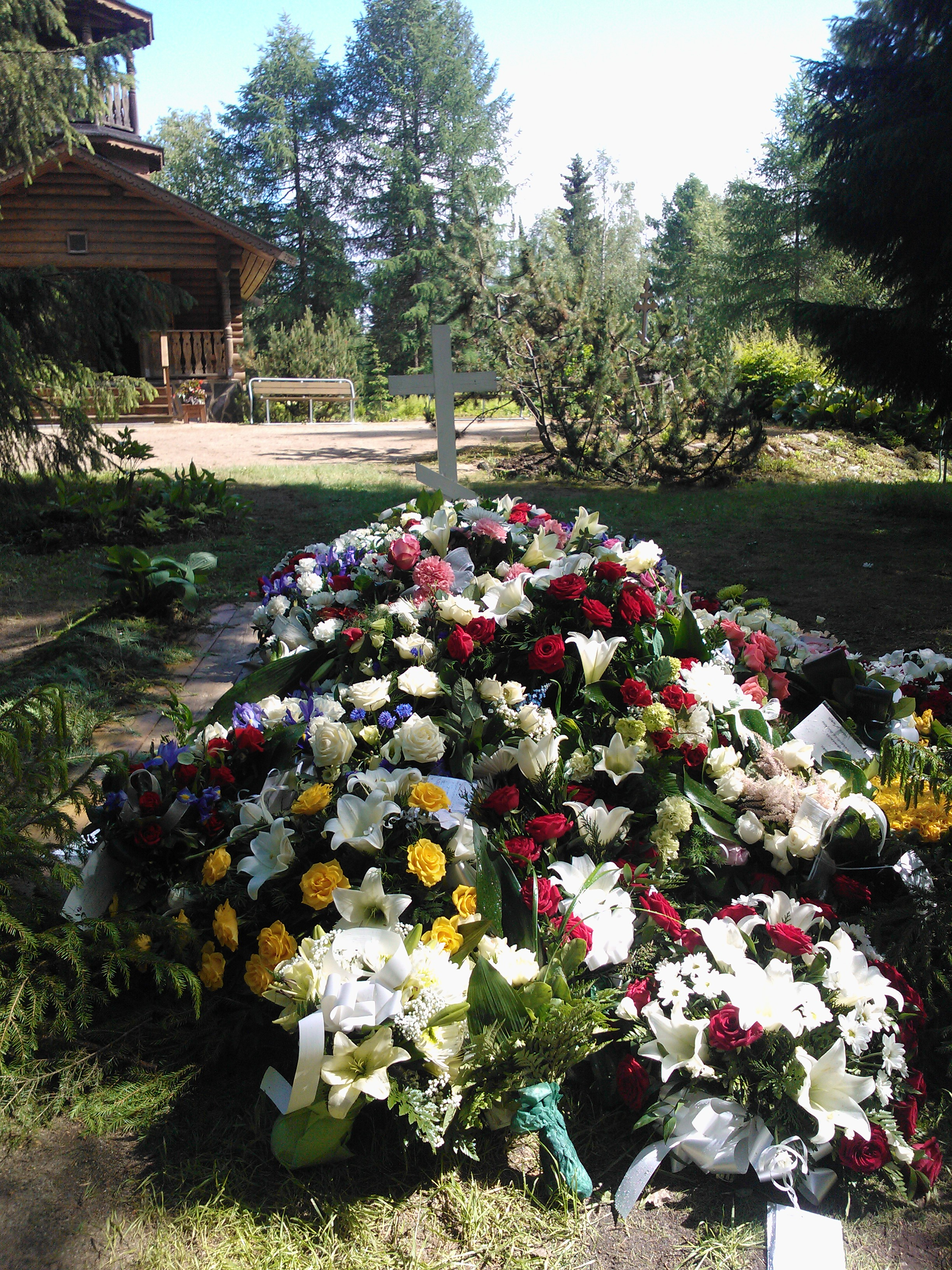
Могила игуменьи Марины

13 июня 2012 года в связи с автокатастрофой, произошедшей на дороге близ Липери, в состоянии медицинской комы доставлена в реанимационное отделение центральной больницы города Йоэнсуу, где скончалась 17 июня не приходя в сознание. 21 июня архиепископ Карельский Лев (Макконен) и епископ Йоэнсууйский Арсений (Хейккинен) совершили отпевание игуменьи Марины в Троицком соборе Линтульского монастыря, после чего состоялся чин погребения на монастырском кладбище.